# O Jong-ae
O Jong-ae (kor. 오정애; ur. 17 stycznia 1984) – północnokoreańska sztangistka, srebrna medalistka olimpijska i brązowa medalistka mistrzostw świata.
W 2008 roku wywalczyła srebrny medal w wadze lekkiej podczas igrzysk olimpijskich w Pekinie. W zawodach tych rozdzieliła na podium Chinkę Chen Yanqing i Wandee Kameaim z Tajlandii. Pierwotnie zajęła trzecie miejsce, jednak w 2016 roku za doping zdyskwalifikowana została Rosjanka Marina Szainowa (2. miejsce), a srebrny medal przyznano Koreance. Był to jej jedyny start olimpijski. Na rozgrywanych rok wcześniej mistrzostwach świata w Chiang Mai zajęła trzecie miejsce w wadze lekkiej.
Mistrzyni Uniwersjady w 2011 roku w kategorii do 58 kilogramów.

## Wyniki
| Rok  | Zawody               | Miasto     | Miejsce | Kategoria | Wynik  |
| ---- | -------------------- | ---------- | ------- | --------- | ------ |
| 2007 | Mistrzostwa świata   | Chiang Mai | 3       | do 58 kg  | 227 kg |
| 2008 | Igrzyska olimpijskie | Pekin      | 2       | do 58 kg  | 226 kg |
| 2010 | Mistrzostwa świata   | Antalya    | 6       | do 63 kg  | 227 kg |
| 2011 | Uniwersjada          | Shenzhen   | 1       | do 58 kg  | 220 kg |